# اودا ماداپوتا
اودا ماداپوتا (به لاتین: Uda Madapota) یک منطقهٔ مسکونی در سری‌لانکا است که در استان مرکزی (سری‌لانکا) واقع شده‌است.